# Château de Federaun
 (août 2022).
Le château de Federaun est un château-fort en ruine situé sur le territoire de la ville statutaire de Villach, dans le Land de Carinthie, en Autriche. Le château existe depuis au moins le milieu du XIIIe siècle, date à laquelle il sert de repaire à des chevaliers-brigands qui exploitent sa position avantageuse contrôlant la route entre Villach et Tarvisio. Le château est abandonné au plus tard au XVIIe siècle.